# جامعة أعالي النيل
جامعة أعالي النيل هي جامعة في جنوب السودان.

## الموقع
يقع الحرم الجامعي الرئيسي في مدينة ملكال في ولاية أعالي النيل على ضفاف النيل الأبيض. على بعد حوالي 650 كيلومتر (400 ميل) شمالي مدينة جوبا عاصمة جنوب السودان وأكبر مدنها.

## مقدمة
جامعة أعالي النيل هي إحدى الجامعات العامة الخمس في جنوب السودان. وتشمل القائمة الجامعات التالية:
1. جامعة جوبا في جوبا
2. جامعة رمبيك في رمبيك
3. جامعة بحر الغزال في مدينة واو
4. جامعة أعالي النيل ملكال
5. جامعة شمال بحر الغزال في أويل.

## التاريخ
أنشأت جامعة أعالي النيل عام 1991 بأيادي بروفيسور عوض أب ذيد بمنصب المدير وبروفيسور صلاح الدين محمد أسد بمنصب وكيل الجامعة. وبسبب الحرب الأهلية السودانية الثانية، نقلت بعض كليات الجامعة للخرطوم حفاظاً على سلامة الموظفين والطلبة والبنية التحتية. بعد استقلال جنوب السودان في تموز (يوليو) 2011، أعيد دمج الكليات وأنشطة الجامعة في الحرم الجامعي الرئيسي في مدينة ملكال في ولاية أعالي النيل، شمال شرق جنوب السودان.

## الكليات
اعتباراً من تموز (يوليو) 2011، كانت كليات الجامعة كما يلي:
- كلية الزراعة
- كلية الإنتاج الحيواني
- كلية الفنون والإنسانيات
- كلية علوم الحاسوب
- كلية التعليم
- كلية الغابات
- كلية الطب والصحة العامة[5]
- كلية التمريض
- كلية العلوم
- كلية العلوم الاجتماعية
- كلية الطب البيطري
- كلية التعليم المهني